# Zpupná Lhota
Zpupná Lhota (polsky Ligota Alodialna, německy Allodial Ellgoth) je osada, součást obce Chotěbuz v okrese Karviná. Nachází se na levém břehu řeky Olše. 
Obecní úřad obce Chotěbuz je umístěn na katastru Zpupné Lhoty. Katastr má 250 hektarů. Pozemkové knihy jsou vedeny od roku 1793.
V osadě se nachází katolická a evangelická kaple s navazujícími hřbitovy

## Historie
Ve středověku byla známá jako Burgersdorf (též Bürgerdorf). Název „Zpupná“ se váže k allodiu. V roce 1416 naležela Těšínu, poté v roce 1490 Koňákovu. V roce 1619 ji držel ve vlastnictví Kašpar Rudzký z Rudz.
V roce 1914 zde byla v provozu parní cihelna J. Schwarze. Podle sčítání lidu z roku 1910 měla Zpupná Lhota 409 obyvatel v 48 domech, z nichž 371 (94,2 %) bylo polsky, 13 (3,3 %) česky a 10 (2,5 %) německy mluvících, 225 (55 %) byli katolíci, 179 (43,8 %) byli protestanti a 5 (1,2 %) byli Židé. V roce 1930 měla Zpupná Lhota 96 domů a 775 obyvatel, polovina z nich byla luterského vyznání. Od roku 1952 na pozemcích hospodařil Školní statek Český Těšín. Byl zde provozován chov prasat, odchov jalovic.